# Le Destin d'une mère
Pour plus de détails, voir Fiche technique et Distribution.
Le Destin d'une mère (Ripudiata) est un melodramma strappalacrime italien réalisé par Giorgio Walter Chili et sorti en 1955.

## Synopsis
1844. Une jeune comtesse, épouse d'un baron, est faussement accusée par sa belle-sœur d'adultère avec un capitaine qui est un ami sincère de la jeune fille. Le mari croit aveuglément sa sœur, qui n'a agi que pour pouvoir poursuivre sa liaison avec le majordome sans être dérangée. Il chasse sa femme de la maison, qui demande en vain de pouvoir ré-embrasser son enfant. Privée de moyens, la femme accepte pour gagner sa vie un poste de chanteuse d'opéra et obtient un grand succès. Surprise par la contre-offensive garibaldienne et républicaine autour de Rome, la femme se retrouve par hasard dans une auberge de Velletri et y rencontre soudain le capitaine qui tente en vain de la séduire. Un boulet de canon frappe l'auberge, qui s'effondre ; le capitaine meurt dans les décombres tandis que la jeune fille souffre d'une blessure à l'œil qui menace de la rendre aveugle.
Découverte au cours d'une nuit dans la maison de son mari, où, avec la complicité de sa gouvernante de confiance, elle s'était introduite dans l'espoir de voir peut-être son fils pour la dernière fois, elle est chassée avec l'autre femme, qui prouve cependant l'innocence de sa maîtresse avant de quitter la maison. En effet, elle conduit son enfant dans le couloir où l'on entend les voix du majordome et de sa sœur qui se disputent : l'homme accuse la femme d'avoir condamné une innocente ; le baron, fou de rage, renvoie le majordome et inflige une sévère punition à sa sœur ; alors que la comtesse récupère la vue, le baron lui accorde son pardon.

## Fiche technique
- Titre français : Le Destin d'une mère[1]
- Titre original italien : Ripudiata[2]
- Réalisateur : Giorgio Walter Chili
- Scénario : Giorgio Walter Chili, Jacopo Corsi, Federico Luigi Galli, Alfredo Niblo
- Photographie : Angelo Baistrocchi
- Montage : Rinaldo Montagnoni
- Musique : Carlo Rustichelli
- Décors : 	Virgilio Muzio, Federico Luigi Gallo
- Costumes : Mario Ferroni, Michele Contessa
- Maquillage : Angelo Malantrucco
- Production : Cesare Seccia
- Société de production : Jonia Film
- Pays de production :  Italie
- Langue originale : italien
- Format : Noir et blanc - 1,37:1 - Son mono - 35 mm
- Durée : 96 minutes
- Genre : Melodramma strappalacrime
- Dates de sortie :
  - Italie : 1er juin 1955
  - France : 14 décembre 1956[1]

## Distribution
- Alberto Farnese : Baron Giulio Colizzi
- Hélène Rémy : Comtesse Bianca Maria Sulliotti
- Giuseppe Addobbati (sous le nom de « John Douglas ») : Capitaine Franz von Brandt
- Laura Nucci Laura Elisa Colizzi
- Augusto Pennella : Guglielmo
- Vittorio Duse Filippo
- Amedeo Trilli : le père de Bianca Maria
- Virna Lisi
- Renato Malavasi
- Giulio Donnini
- Gianni Rizzo
- Emma Baron
- Cesare Fantoni
- Henri Vidon
- Loris Gizzi
- Memmo Carotenuto
- Lia Lena
- Paolo Pacetti
- Oscar Andriani
- Augusto Di Giovanni
- Girolamo Favara